# Pandyas
Pandyariket, medelindiskt rike på södra delen av Indiska halvön. Riket kan ha existerat redan på 300-talet f.Kr., men nådde sin storhetstid först mellan 600-talet och 900-talet, och expanderade periodvis så sent som under 1200-talet. Huvudstad var Madurai. Ersattes som ledande hinduiskt sydindiskt rike med delvis indoariskt ursprung (jfr Chola) av Vijayanagar.